# Untitled (Rape Scene)
Untitled (Rape Scene) é uma documentação fotográfica colorida criada a partir de um slide de 35mm pela artista cubano-americana Ana Mendieta. Ela fez isso numa apresentação em abril de 1973, quando ainda era estudante na Universidade de Iowa. É uma das três fotos que ela criou em resposta ao estupro e assassinato de uma mulher no campus.
A escritora de arte Megan Heuer descreve o trabalho como capturando o interesse do artista pela violência. Influenciado pelo trabalho dos Actionists vienenses, Untitled (Rape Scene) também expressa o desejo de Mendieta de evocar uma reação visceral de seu público.